# Pelegrina orestes
Pelegrina orestes är en spindelart som beskrevs av Maddison 1996. Pelegrina orestes ingår i släktet Pelegrina och familjen hoppspindlar. Inga underarter finns listade i Catalogue of Life.